# Дунаєвська Лідія Францівна
Лі́дія Фра́нцівна Дунає́вська, до шлюбу Говорецька (нар. 28 червня 1948, с. Воробіївка, Немирівський район, Вінницька область, УРСР — 16 травня 2006, Київ, Україна) — українська фольклористка, педагогиня, літературознавиця, поетеса, доктор філологічних наук, професор, фундаторка і перша завідувачка кафедри фольклористики Інституту філології Київського національного університету імені Тараса Шевченка.

## Життєпис
Народилася 1948 р. у селі Воробіївка Вінницької області у сім'ї вчителів. Потяг до знань успадкувала від своїх батьків: Франца Мартиновича і Софії Яківни Говорецьких, які були прибічниками освіченості та високої духовної культури. Під час навчання у середній школі почала віршувати, друкувалась в районних і київських газетах. Після закінчення середньої школи як переможниця республіканської олімпіади з мови й літератури у 1966 р. вступила до філологічного факультету Київського національного університету імені Т. Г. Шевченка на відділення української мови і літератури.
У 1971 р. закінчила університет з відзнакою. З того часу працювала в Київському національному університеті ім. Т. Г. Шевченка — старшою лаборанткою, згодом — асистенткою, доценткою кафедри історії української літератури.
У 1982 р. захистила кандидатську дисертацію «Поетика української народної казки».
У 1992 р. заснувала та очолила кафедру фольклористики філологічного факультету (з 2001 р. Інституту філології) КНУ імені Тараса Шевченка, започаткувавши фахову підготовку фахівців-фольклористів в Україні.
У 1998 захистила докторську дисертацію «Українська народна проза (легенда і казка). Еволюція епічних традицій», за яку  1999 р. отримала науковий ступінь доктора філологічних наук, а 2001 р. — вчене звання професора кафедри фольклористики.
Працювала завідувачкою кафедри фольклористики (1992—2006), заступницею голови Спеціалізованої вченої ради із захисту докторських дисертацій Інституту філології, входила до експертної ради ВАК України та експертної ради ДАК при Міністерстві освіти та науки України, Спілки письменників України, редакційних колегій видавництва «Веселка», журналу «Київська старовина» та інших видань.
Померла Лідія Дунаєвська 16 травня 2006 року. Похована у Києві на Лісовому кладовищі.

## Педагогічна діяльність
Головним педагогічним принципом Лідії Дунаєвської було збереження та формування національної душі та цілісності особистості. Дунаєвська вміла викликати цікавість до предмету і підштовхнути до наукової діяльності. Як педагогиня вона створила оригінальну методику викладання фольклору, поєднавши традиції академічного викладу з різноманітними формами безпосереднього спілкування студентів з живою усно-поетичною традицією. Такі аудиторні заняття, на яких автентичні носії фольклору і самі студенти виконували думи, обрядові пісні чи влаштовували вистави вертепного лялькового театру, вона називала «ілюстрованими лекціями». Однією з форм виховної роботи Дунаєвської була організація фольклорних вечорів, на яких поряд з видатними виконавцями виступали студенти та представники різних народів світу, які виконували свої самобутні пісні. Створювала фольклорні гуртки, де можна було готувати наукові фольклористичні конференції, слухати доповіді та лекції відомих фольклористів-сучасників з ІМФЕ. Її студенти та аспіранти брали участь у численних наукових конференціях як в Україні так і за кордоном. Загалом під  керівництвом Л. Дунаєвської захищено 28 кандидатських та 3 докторські дисертації.

## Наукова діяльність
Лідія Дунаєвська відома в українській науці насамперед своїми концептуальними розробками з теорії та історії української фольклористики і як засновниця кафедри фольклористики, фундаторка фахової підготовки фольклористів у КНУ імені Тараса Шевченка.
Після відкриття кафедри (1992) та спеціальності фольклористики (1993), а згодом і спеціалізації музична фольклористика (2001) Дунаєвська скеровує науково-педагогічну діяльність кафедри на вдосконалення курсів — «Усна народна творчість», «Історія фольклористики», «Теорія фольклору» та розробку нових — «Українська міфологія», «Звичаєве право», «Світовий епос», «Етнопсихологія», «Етнопедагогіка», «Методика викладання фольклору», «Народна музика» та ін. Завдяки її ініціативі в університеті було створено спеціалізовану навчальну лабораторію, організовано підготовку наукових кадрів вищої кваліфікації в аспірантурі, проведено низку всеукраїнських та міжнародних наукових конференцій, започатковано збірник наукових праць «Література. Фольклор. Проблеми поетики».
Велику увагу приділяла дослідженню історіографії українського фольклору, проблемам природи та специфіки українського фольклору, дослідженню регіональних особливостей українського фольклору, фольклорно-літературним взаємовпливам, міжнаціональним зв'язкам у фольклорі та комплексному дослідженню фольклорних жанрів. Серед основних об'єктів досліджень Л. Дунаєвської — українські казки та народна проза. Вона приділяла достатньо уваги вивченню архетипних образів, світовим фольклорним універсаліям, елементам праслов'янської міфології в українській усно-поетичній словесності, типології та еволюції різних фольклорних жанрів, особливостям побутування фольклору в сучасних цивілізаційних умовах тощо.
Загалом у науковому доробку Лідії Дунаєвської налічується понад 120 публікацій.

## Укладацька та видавнича діяльність
Головним завданням фольклориста Лідія Дунаєвська вважала записувати зразки народної творчості і популяризувати їх, що вона власне і робила своєю укладацькою діяльністю. При укладанні фольклорних збірок для дітей Л. Дунаєвська дотримувалась естетичних і наукових принципів у відборі й опрацюванні фольклорних матеріалів. Казки добирала відповідно до класичної класифікації за тематичними групами: чарівні, про тварин та соціально-побутові. Намагалась знаходити найяскравіші зразки казок з точки зору змісту, художньої реалізації ідеї та композиційного вирішення. Тексти шукала у різних збірниках, недрукованих джерелах, у давніх збірках. Дунаєвська наполягала на обережній, мінімальній обробці граматичних форм і лексичного матеріалу, подаючи в кінці збірників словники. У коротких коментарях до збірників часто звертає увагу на значення національних образів-символів.
Збірку «З живого джерела» склали українські народні казки в записах, переказах та публікаціях таких українських письменників: М.Максимовича, Марко Вовчок, М.Костомарова, П.Чубинського, І.Франка, Г.Барвінок та ін. У передмові Л. Ф. Дунаєвська простежила історію звертання українських письменників до фольклору, розглянула наукові підходи збирання фольклору записувачами.
Видання казок стало значимою подією з наукової точки зору, адже Л. Ф. Дунаєвська подавала наукові коментарі, паспортизацію, теоретичні та історико-фольклористичні огляди до упорядкованих текстів.
Загалом Л. Ф. Дунаєвська була упорядницею понад 20 збірок українських казок та казок народів світу, авторкою приміток до І тому «Історії української літератури» М.Грушевського (1993), авторкою і співавторкою двох підручників із фольклору для університетів, видала чотири збірники народної прози і пісні та чотири поетичні збірки, створила три сценарії науково-навчальних фільмів та діафільму, уклала близько 20 навчальних програм та інших навчальних матеріалів для вищих закладів освіти.

## Відзнаки
За найкраще наукове дослідження у галузі фольклористики та філології Л. Дунаєвська стала лауреаткою премії НАН України імені Філарета Колесси (2001); за висококваліфіковану самовіддану працю науковиця була нагороджена грамотою Верховної Ради України (2005); а посмертно — лауреатка премії ім. П.Чубинського (2007).

## Присвяти
- Щорічні Всеукраїнські наукові фольклористичні читання, присвячені професору Лідії Дунаєвській.
- Збірники наукових праць «Література. Фольклор. Проблеми поетики», присвячені дослідженню творчої спадщини Л. Ф. Дунаєвської (Вип.: 30; 31; 34; 35; 36; 37; 38; 39; 40; 41)
- Світлій пам'яті Лідії Дунаєвської / «Колядки»/ альбом народної музики Народного ансамблю української музики «Роксоланія». — 2006.
- Випуск пам'яті доктора філологічних наук, професора Лідії Франції Дунаєвської / Мова та історія// Зб. наук. праць. — Вип. 99. — К., 2009.
- Світлій пам'яті моїх батьків та наукового керівника Лідії Францівни Дунаєвської / Ярмоленко Н. Український усний героїчний епос: динаміка традиції. — К., 2010.

### Монографії
- Українська народна казка. — К.: Вища школа, 1987. — 127с.
- Українська народна проза (легенда, казка) — еволюція епічних традицій. — Київ, 1998. — 447с.
- Персонажна система української народної міфологічної прози. Аспекти поетики. — К.: Бібліотека українця, 1999.

### Наукові розвідки
- Поетика української героїчної казки // Вісник Київського університету. Серія філології. — 1975. — № 17. — С. 53-58.
- Про поетику українських народних казок про тварин // Вісник Київського університету. Серія філології. — 1976. — № 18. — С. 43-53.
- До питання про сюжетну і тематичну структуру української новелістичної казки // Вісник

Київського університету. — Серія філології. — 1980. — № 22.
- Нові елементи традиційної поетики української чарівно-фантастичної казки // Вісник Київського університету. Українська філологія. — 1981. — № 23. — С. 81-88.
- Про ідейно-художню структуру української новелістичної казки (казки гумористичні і сатиричні) // Українське літературознавство. — Вип.. 39. — Львів, 1982. — С. 25-32.
- Фольклористичні мотиви творчості О.Мея // Вісник Київського університету. Українська філологія. — 1987. — № 28.
- Героїчний епос народів СРСР (до проблеми епічних традицій укр.. нар. дум та киргизького епосу

«Манас») // Література, діти, час. — К., 1989.
- Брати Рудченки — збирачі і публікатори української народної прози // Народна творчість та етнографія. — 1990. — № 5.
- Народна казка в літературі // Література. Фольклор. Проблеми поетики. — К., 1994. — Вип.1. — С.

61-74.
- Марко Грушевський — дослідник народної обрядовості і фольклору для дітей // Україна. Духовність. Освіта. — Рівне, 1994.
- Український фольклор в контексті міфології світу / Всесвітня література в середніх навчальних закладах України [співавтор Таланчук О.М] — К., 1996. № 6. — С. 48-74.
- До проблеми розмежування легенди і казки // Література. Фольклор. Проблеми поетики. — К., 1996. — Вип.4. — С. 10-22.
- Міський фольклор, легенди Києва / Газета «Вечірній Київ». — 1995. — № 27.
- Символіка чисел у фольклорі // Література. Фольклор. Проблеми поетики. — К., 1997.
- Ініціальні формули російської та української чарівної казки // Вісник Київського університету. Українська філологія. — 1988. — № 24. — С. 32-41.
- Художня функція чисел в українському оповідальному епосі // Українська культура в іменах і дослідженнях. Наукові записки Рівненського інституту культури. — Рівне, 1998. — Вип.2.
- До проблеми світоглядної природи легенди // Вісник. Літературознавчі студії. Міжнародний інститут лінгвістики і права. — К.: МІЛП, 2000.
- Апокрифічна легенда в контексті національного світогляду // Література. Фольклор. Проблеми поетики. — К., 2000. — Вип.7. — С. 371—378.
- Проблеми конгруентності легенди і казки // Сторінки з україністики. — К., 2002.
- Іван Югасевич. Літературна та фольклорна діяльність // Етнокультурна українського Полісся. — Рівне: 2001. — Вип.8.
- Українська народна проза в науковій концепції М.Драгоманова // Зб. наук. праць, присвячений річниці М.Драгоманова. — К., 2003.
- Микола Номис — видавець українських прислів'їв і приказок // Література. Фольклор. Проблеми поетики. — К., 2003. — Вип.. 17. — С. 3-10.
- Сучасний стан вивчення проблеми побутування українського фольклорі // Записки наукового товариства з культурології та етнології. — К., 2003.
- Образ меншого сина в богатирській казці (за записами П.Чубинського) // Матеріали IV Міжнародної науково-практичної конференції «Фольклор і література в історичному розвитку та державотворенні». — Бориспіль, 2005.
- Еволюція сюжетів народної казки в записах П.Чубинського // Матеріали IV Міжнародної наукової конференції «Наукова та літературна спадщина П.Чубинського у державотворчих процесах України». — Київ, 2006.

### Збірки казок
- Українські народні казки. Шкільна бібліотека. / Передмова, упорядкування, редагування текстів. — К.: Веселка, 1986.
- Казки народів СРСР . Упорядкування, редагування фольклорних текстів, переклади // Шкільна бібліотека. — К.: Радянська школа, 1987. — 432с.
- Українські народні казки. / Упорядкування та передмова. — 2-е вид. — К.: Веселка, 1988. — 285с.
- Колиска добрих див. Українські народні казки. Для мол. і серед. шк.. віку / Упорядкування та передмова. — К.: Веселка, 1988. — Вид 2-е. — С.5-16; 288с.
- Золота криниця // «Семиліточка». Українські народні казки у записах та публікаціях письменників ХІХ-поч. ХХ ст. / Упорядкування, передмова, примітки. — К.: Веселка, 1990. — С. 5-15; 298—316; 320 с.
- Українські народні казки. Для мол. і серед. шк.. віку / Упорядкування та передмова. — К.: Веселка, 1990. — Вид 3-є. — 270с.
- Колиска добрих див / Українські народні казки. Для мол. і серед. шк.. віку / Упорядкування та передмова. — Сімферополь: Таврія, 1990. — С.5-13; 176с.
- Скарб нашого дитинства // Золота книга казок: Українські народні казки. Для старшого шкільного віку / Упорядкування, передмова, наукові коментарі — К.: Веселка, 1990. — С.5-14; 432с.
- Напиймося з живого джерела / З живого джерела. Українські народні казки у записах, переказах та публікаціях українських письменників // Упорядкування, літературна обробка, вступна стаття та примітки. — К.: Рад. школа, 1990. — С.5-17; 512с.
- Українські народні казки в записах І.Манжури, В.Лесевича, Г.Барвінок, І.Павлика. — К.: Веселка, 1991.
- Скарбниця світової казки. Українські народні казки. / Упорядкування, передмова. — К.: Веселка, 1992. — 414с.
- Українські народні казки. / Передмова, упорядкування, адаптування текстів. — К.: Веселка, 1991. — С. 5-11; 368с.
- Українські народні казки в записах О.Пчілки, І.Рудченка, П.Чубинського, Б.Грінченка, інші. — К.: Веселка, 1992.
- Чарівні казки. Українські казки, записані видатними письменниками ХІХ ст. / Упорядкування, наукові коментарі. — К.: Веселка, 1992. — 191 с.
- Летючий корабель. Українські народні казки у записах та публікаціях письменників ХІХ-поч. ХХ ст. / Упорядкування, передмова, примітки. — Вид. 2-е. — К.: Веселка, 1994. -  316с.
- Чарівний світ дитинства. Українські народні казки. Шкільна бібліотека. / Передмова. — К.: Веселка, 2002.